# Красна Шемонаїха
Красна Шемонаї́ха (каз. Красная Шемонаиха) — село у складі Шемонаїхинського району Східноказахстанської області Казахстану. Адміністративний центр Разінського сільського округу.
Населення — 619 осіб (2021; 752 у 2009, 776 у 1999, 800 у 1989).
Національний склад станом на 1989 рік:
- росіяни — 72 %